# ارچنگان
ارچنگان، روستایی در دهستان کبودگنبد بخش مرکزی شهرستان کلات استان خراسان رضوی ایران است.

## جمعیت
بر پایه سرشماری عمومی نفوس و مسکن در سال ۱۳۹۵ جمعیت این روستا ۲۲۴ نفر (در ۷۱ خانوار) بوده‌است.